# Some Skunk Funk
Some Skunk Funk ist ein 2005 erschienenes Jazz-Livealbum der Brecker Brothers Michael Brecker und Randy Brecker, die von der WDR Big Band begleitet wurden.

## Hintergrund
Das Album wurde live auf den Leverkusener Jazztagen am 11. November 2003 im Leverkusener Forum aufgenommen. Die mitwirkenden Musiker waren neben dem Trompeter Randy Brecker und seinem Bruder Michael Brecker der Keyboarder Jim Beard, Will Lee am Bass, Peter Erskine am Schlagzeug sowie Marcio Doctor Perkussion. Unterstützt wurden die Musiker von der WDR Big Band unter der Leitung von Vince Mendoza. Aufgenommen wurden insgesamt acht Stücke von Randy Brecker sowie zwei Stücke von Michael Brecker, darunter neben dem Titelstück ältere Kompositionen wie Sponge und Song For Barry, aber auch neuere Kompositionen. Es war das erste gemeinsame Konzert der Brüder Brecker seit vielen Jahren und das erste mit der WDR Big Band. Veröffentlicht wurde die CD erst zwei Jahre später am 18. November 2005 (#BHM 1004-2).

## Rezeption
Lee Poser schrieb bei Jazzreview: Das ist bis heute das beste musikalische Zusammenspiel der Brüder. Es hat Flair, Schwung, Phantasie und einen ironischen Sinn für Humor, dass es zum großen Hörabenteuer macht. Sehr einfallsreich!
Woodrow Wilkins schrieb bei All About Jazz: Die Brecker Brothers waren eine Fusion-Band, aber Some Skunk Funk zeigt eine andere Seite dieser Musiker. In dieser Big Band Formation sind sie in perfekter Form. Den ursprünglichen Melodien wurde die Ehre erwiesen, aber die Soli von Randy, Michael und die anderen Mitglieder der Band bringen das Album an die Spitze.
Für das Titelstück wurde Michael Brecker am 11. Februar 2007 posthum mit dem Grammy für das Beste Jazz-Instrumentalsolo ausgezeichnet. Das Album erhielt einen Grammy als Bestes Album eines Jazz-Großensembles.

## Titelliste
1. Some Skunk Funk – 6:26
2. Sponge – 6:46
3. Shanghigh – 6:26
4. Wayne Out – 4:56
5. And Then She Wept – 6:07
6. Strap-Hangin'  (Michael Brecker) – 8:18
7. Let It Go – 8:02
8. Freefall – 6:17
9. Levitate – 4:58
10. Song for Barry (Michael Brecker) – 10:32

Alle Kompositionen, soweit nicht anders angegeben, wurden von Randy Brecker komponiert.